# Dirk Kämper
Dirk Kämper (geboren 1963) ist ein deutscher Drehbuchautor, Historiker und Filmproduzent.

## Leben
Kämper studierte Kunstgeschichte, Geschichtswissenschaft und Germanistik an der Universität zu Köln und machte 1989 seinen Magister. Für seinen weiteren Lebensweg entschied er sich zunächst für eine journalistische Tätigkeit und ging dann immer mehr zum Schreiben von Drehbüchern und Fernsehproduktionen über. Für TV-Features und Dokumentationen war er eine Zeitlang viel in Europa, Asien, den USA, Afrika und Südamerika unterwegs und produzierte unter anderem Magazinbeiträge für das Goethe-Institut und Inter Nationes. Seit 1998 arbeitet er vorwiegend als freier Drehbuchautor.
Dirk Kämper lebt mit Ehefrau und Tochter in der Eifel an der belgischen Grenze.

## Bibliografie
- Fredy Hirsch und die Kinder des Holocaust. Die Geschichte eines vergessenen Helden aus Deutschland, Orell Füssli Verlag, Zürich 2015, ISBN 978-3-280-05588-5.
- Kurt Landauer. Der Mann, der den FC Bayern erfand, Biografie, Orell Füssli Verlag, Zürich 2014, ISBN 978-3-280-05567-0.

## Filmografie
- 1999: Bleib bei mir, TV-Spielfilm – Regie
- 1999: Lenas Land, Kurzfilm – Produktion
- 2004–2007: Großstadtrevier, TV-Serie,  7 Episoden – Drehbuch
- 2006: Willkommen in Lüsgraf, TV-Spielfilm – Drehbuch
- 2009: Der Raketenmann – Wernher von Braun und der Traum vom Mond, TV-Filmbiografie – Ko-Drehbuch und -Regie
- 2010: Polizeiruf 110: Die Lücke, die der Teufel lässt, TV-Krimi – Drehbuch
- 2011: An einem Tag in Duisburg – Todesfalle Loveparade, TV-Dokumentarfilm – Drehbuch
- 2012: Tatort: Melinda, TV-Krimi – Drehbuch
- 2013: Tatort: Adams Alptraum, TV-Krimi – Drehbuch
- 2014: Landauer – Der Präsident, TV-Filmbiografie – Drehbuch
- 2015: Mord in bester Gesellschaft, TV-Serie, Episode Das Scheusal – Drehbuch[3]
- 2015: Mit dem Mut der Verzweiflung, TV-Dokumentarfilm[4] – Drehbuch
- 2018: St. Josef am Berg
- 2018: Erik & Erika
- 2018: Kaisersturz
- 2021: Das Weiße Haus am Rhein